# Campeonato Sudamericano de Clubes Campeones 1989
El Campeonato Sudamericano de Clubes Campeones 1989 fue la vigésima séptima edición de lo que era el torneo más importante de clubes de baloncesto en Sudamérica.
Fue realizado en Asunción.
El título de esta edición fue ganado por el Trotamundos de Carabobo (Venezuela).

## Equipos participantes
| País             | Equipo                      |
| ---------------- | --------------------------- |
| Argentina 1 cupo | Asociación Deportiva Atenas |
| Brasil 1 cupo    | Sírio                       |
| Chile 1 cupo     | Deportivo Petrox            |
| Ecuador 1 cupo   | San Pedro Pascual           |
| Paraguay 1 cupo  | Olimpia                     |
| Uruguay 1 cupo   | Biguá                       |
| Venezuela 1 cupo | Trotamundos de Carabobo     |